# 西新奔縣
西新奔縣是印度的一個縣，位於該國東部，由賈坎德邦負責管轄，面積5,351平方公里，每年平均降雨量1,422毫米，2011年人口1,501,619，人口密度每平方公里281人。

## 外部連結
- West Singhbhum District Administration website（页面存档备份，存于）
- （页面存档备份，存于） List of places in West-Singhbhum